# Puerto Francisco de Orellana
Puerto Francisco de Orellana är en provinshuvudstad i Ecuador.   Den ligger i provinsen Orellana, i den centrala delen av landet, 170 km öster om huvudstaden Quito. Puerto Francisco de Orellana ligger 255 meter över havet och antalet invånare är 48 144.
Terrängen runt Puerto Francisco de Orellana är huvudsakligen platt. Puerto Francisco de Orellana ligger nere i en dal. Runt Puerto Francisco de Orellana är det mycket glesbefolkat, med 6 invånare per kvadratkilometer. I omgivningarna runt Puerto Francisco de Orellana växer i huvudsak städsegrön lövskog.